# Forevergreen
 (juin 2025).
Si vous disposez d'ouvrages ou d'articles de référence ou si vous connaissez des sites web de qualité traitant du thème abordé ici, merci de compléter l'article en donnant les références utiles à sa vérifiabilité et en les liant à la section « Notes et références ».
Pour plus de détails, voir Fiche technique et Distribution.
Forevergreen est un film d'animation de court métrage américain réalisé par Nathan Engelhardt et Jeremy Spears, sorti en 2025.

## Fiche technique
- Titre original : Forevergreen
- Réalisation : Nathan Engelhardt et Jeremy Spears
- Scénario :
- Animation :
- Musique : Josh Garrels et Isaac Wardell
- Son :
- Montage :
- Production : Setph Gortz et Jennifer Sackheim
- Sociétés de production :
- Sociétés de distribution :
- Pays de production :  États-Unis
- Langue originale : sans parole
- Format :
- Genre : animation
- Durée : 13 minutes 4 secondes
- Dates de sortie :
  - France : 9 juin 2025 (Annecy)

## Distinctions
- Festival international du film d'animation d'Annecy 2025 : Prix du jury junior Canal+ pour un court métrage